# シャイニング・フォース ネオ
『シャイニング・フォース ネオ』 (Shining Force NEO) は、ネバーランドカンパニーが開発し2005年3月にセガから発売されたPlayStation 2 (PS2)用アクションRPG。キャラクターデザインは西山優里子が担当。
新・シャイニングプロジェクトの第3弾。敵との戦闘が魅力の作品であり、群がってくる敵を倒すことに爽快感がある。
2007年1月18日発売の『シャイニング・フォース イクサ』は、本作品のシンプルな操作性や爽快感のある戦闘システムを継承している。

## ストーリー

### プロローグ
世界は「光の結晶」の力によって繁栄を誇っていた。しかし13年前、「月の眷属」と呼ばれる者たちが光の結晶を破壊し、月を覆う巨大な眼から生物兵器「レギオン」を次々と召喚した。激しい戦いによって、10ある国々のうちの7つと多数の「フォースの戦士」を犠牲にしながらも、人々は「月の眼」を閉じることに成功する。レギオンたちは眠りにつき、戦いは終結した。
そして、今。滅亡をまぬがれた3つの国のひとつ「ユークリトス」でフォースの戦士になるため「ラーカイルの砦」で修行を重ねていた少年「マックス」は、2年ぶりに故郷の街「グリーンスリーブス」に帰ってきた。

## システム
戦闘
プレイヤーは主人公を操り、他の二人の仲間はオートで動いて戦う。
仲間
仲間になったキャラクターは本陣と呼ばれる待機所におり、自由に入れ替えることができる。主人公とレベル差がある仲間ほど経験値が多く入る。仲間に装備品やフォースアートの着脱はできない。
武器
主人公は片手剣、両手剣、弓、杖（魔法）の4種類の武器を扱える。攻撃力アップに必要な能力値はフォースアートで上昇させる。
スペシャルパワー
装備品には200種類近くの特殊能力の内からランダムに1 - 2種類が付加している。
フォースアート
フォースアート屋でフォースフレームと呼ばれる秘石に刻むことで、様々な能力を手に入れることができる。敵出現の拠点となるモンスターゲートを破壊すると入手する。
フォースエナジー
ファースアート屋でフォースアートのレベルを上げることができる。敵やモンスターゲートを倒すことで手に入る。
レギオンハイヴ
世界のあちこちに点在する魔物の巣窟。それぞれに特定の種族のモンスターがレベルを問わず山のように詰め込まれている。相応のレベルと入念な準備が必要となる。

## 登場人物

### パーティーメンバー
マックス
声：森久保祥太郎
前向きで熱血漢の主人公。人間。
メリル
声：堀江由衣
勝気でしっかり者の、マックスの幼馴染。人間、魔法使い。
グラハム
声：飯塚昭三
マックスの師匠であり、騎士の鏡である。ケンタウロス、騎士。
チキティータ
声：金田朋子
犬に似た容姿で小柄であるが、正義感の強い女性。キャントール、僧侶。
ライノス
声：江川央生
タフさが売りの巨漢戦士。クインシーヌ聖域警護団元団長。タイタン、重戦士。
バロン
声：置鮎龍太郎
スピードが命のキザでクールな戦士。クインシーヌ聖域警護団団長。ウルフリング、拳闘士。
ドリュウ
声：鎌田梢
神竜の末裔だが、まだ頼りない。ドラゴン、ドラゴン。
マリエル
声：白石涼子
グラハムの娘、回復もできる万能型。ハイアット聖域警護団の団長。ケンタウロス、騎士。
クライン
声：子安武人
誇り高い無口な戦士。バードリング、アーチャー。
フレイア
声：林原めぐみ
美麗な鳥人女性。バードリング、ウイングナイト。
アダム
声：渡辺武彦
古代のロボット、現在故障中。ガーディアン、機械兵。

### その他の登場人物
ガイア
声：田中秀幸
マックスの父親。現役のフォースの戦士。
マリア
声：藤田淑子
マックスの母親。13年前の戦いの中で亡くなったという。
カイン
声：緑川光
マックスの兄。3年前に内乱鎮圧へ赴いたまま行方不明。
レベッカ
声：江森浩子
ユークリトス国の議長。マックスを暖かく見守る老婆。
リーベンハイム
声：麻生智久
フェルドランド国の統治者。静かな賢老。
ケイオス
声：郷里大輔
エラノーラ国の王。未だ気概を失わぬ発掘王。
仮面の男
声：緑川光
主人公たちの前に何度も立ちふさがる。
ヴァンドルフ
声：保志総一朗
中盤以降の物語の要。月の眷属。

## テーマ曲
- オープニング曲「絶望と希望」、作詞・作曲・歌唱：川嶋あい
- エンディング曲「僕たちは」、作詞・作曲・歌唱：川嶋あい

## 漫画版
『月刊マガジンZ』（講談社）の2005年3月号から12月号にかけて『シャイニング・フォース ネオ』（作画：渋染かずき 原作：和智正喜）が連載された。